# Iván Morovic
Iván Eduardo Morovic Fernández (Viña del Mar, 24 de març de 1963), és un jugador d'escacs xilè, que té el títol de Gran Mestre des de 1986. Ha estat diverses vegades el millor jugador d'escacs llatinoamericà.
Tot i que ja no hi figura com a jugador en actiu, a la llista d'Elo de la FIDE d'abril de 2015, hi tenia un Elo de 2571 punts, cosa que el feia el jugador número 1 de Xile. El seu màxim Elo va ser de 2613 punts, a la llista de gener de 1999 (posició 153 al rànquing mundial).

## Resultats destacats en competició
Morovic va començar a jugar als escacs als nou anys. Als 22, va ser el primer xilè a obtenir el títol de Mestre Internacional. El 1980 fou tercer al campionat del món juvenil (el campió fou Garri Kaspàrov). El 1981 va guanyar el campionat de Xile.
El seu millor resultat en torneigs internacional fou el 1993, quan va guanyar el fort torneig de Las Palmas, a les Canàries, amb una actuació excel·lent que li va permetre passar per davant de jugadors d'elit com ara Wiswanathan Anand, el campió del món regnant, (amb qui va fer taules)
A les darreries de 1997, Morovic competí en el Campionat del món de la FIDE de 1998, però perdé el seu matx de primera ronda (contra Tal Shaked), i fou eliminat.